# DDA (album)
DDA (skrót od Dorosłe Dziecko Alkoholika) – album rapera Pei oraz producenta muzycznego DJ-a Zela. Wydawnictwo ukazało się 22 kwietnia 2016 roku nakładem wytwórni muzycznej Fonografika. Edycja specjalna dostępna tylko w przedsprzedaży zawierała dodatkowe utwory („Zły szeląg”, „Big Fejm”) niedostępne w podstawowej wersji albumu i poszerzoną szatę graficzną. Wśród gości pojawili się Wilku, Buczer, Dono, RDW, Fu, DVJ Rink, DJ Danek, Śliwa, Sokół, Lukasyno, 3 Credits, Pih, Michał Wiraszko oraz Ryfa Ri.
Pierwszym singlem promującym album był utwór „Grand Champ”, którego premiera odbyła się 15 kwietnia 2016 roku. Drugi singel pt. „S.L.U.M.S.” ukazał się 6 dni później. Oba wideoklipy zrealizował zespół filmowy 9liter Filmy.
Wydawnictwo uzyskało status złotej płyty.

## Lista utworów
Źródło.
1. „Intro DDA”
2. „Jak zły szeląg”
3. „Rap Weteran” (gośc. WDZ)
4. „S.L.U.M.S.”
5. „Nie pogrywaj ze mną” (gośc. Dono)
6. „Woda życia” (gośc. Buczer)
7. „Druga szansa”
8. „Eazy Rider (Outsider)” (gośc. PIH)
9. „Grand Champ”
10. „Salute” (gośc. Sokół & Marysia Starosta)
11. „Nowy level ulicy” (gośc. Lukasyno)
12. „Kill Bill” (gośc. Śliwa)
13. „Dreamaker” (gośc. 3 Credits)
14. „Big Fejm”
15. „Złe emocje” (gośc. RDW & Fu)
16. „W czasie gdy...” (gośc. Dono)
17. „Emanon”
18. „Chillout”
19. „Dura Sex 2” (gośc. Ryfa Ri & Mr. Brown)
20. „Wybraniec losu” (gośc. Wiraszko)
21. „Outro DDA”